# Emory University
Emory University är ett privat forskningsuniversitet i Druid Hills, en förort till Atlanta, grundat 1836. Universitetet har uppkallats efter biskopen John Emory. Enligt U.S. News & World Report tillhör universitetet de högst ansedda i USA ("first tier") och utpekades av Newsweek som ett av 25 "New Ivies" 2006.